# دئوس اکس: تحول انسان
دئوس اکس: تحول انسان (به انگلیسی: Deus Ex: Human Revolution) یک بازی اکشن نقش آفرینی دارای تم و عناصر سبک مخفی‌کاری است که توسط استودیو آیداس مونت‌ری‌آل توسعه یافت و توسط اسکوئر انیکس در آگوست ۲۰۱۱ برای پلی‌استیشن ۳، اکس باکس ۳۶۰ و مایکروسافت ویندوز انتشار یافت. این سومین نسخه در مجموعه دئوس اکس و پیش‌درآمد بر بازی نخست این سری با نام دئوس اکس است.